# Neoscona sinhagadensis
Neoscona sinhagadensis är en spindelart som först beskrevs av Benoy Krishna Tikader 1975.  Neoscona sinhagadensis ingår i släktet Neoscona och familjen hjulspindlar. Inga underarter finns listade i Catalogue of Life.